# Lachigoló
Lachigoló är en ort i Mexiko.   Den ligger i kommunen El Barrio de la Soledad och delstaten Oaxaca, i den sydöstra delen av landet, 500 km sydost om huvudstaden Mexico City. Lachigoló ligger 175 meter över havet och antalet invånare är 435.
Terrängen runt Lachigoló är huvudsakligen platt. Lachigoló ligger nere i en dal. Runt Lachigoló är det glesbefolkat, med 20 invånare per kvadratkilometer. Närmaste större samhälle är Matías Romero, 5,4 km norr om Lachigoló. Omgivningarna runt Lachigoló är en mosaik av jordbruksmark och naturlig växtlighet.